# Pterognathia rubromaculata
Pterognathia rubromaculata är en djurart som tillhör fylumet käkmaskar, och som beskrevs av Wolfgang Sterrer 1969. Pterognathia rubromaculata ingår i släktet Pterognathia och familjen Haplognathiidae. Inga underarter finns listade i Catalogue of Life.